# Cholornis
Cholornis (лат.) — род птиц семейства суторовых отряда воробьинообразных.В состав рода включают два вида, которые обитают в Гималаях, а также в центральном и южном Китае:
Род включает только два вида, которые обитают в Гималаях, а также в центральном и южном Китае:
- Трёхпалая сутора (Cholornis paradoxa)
- Коричневая сутора (Cholornis unicolor)

Ранее все суторовые, кроме большой суторы (Conostoma oemodium), были включены в Paradoxornis. Однако исследования ДНК показали, что этот род парафилетичен относительно более крупных сутор и американского вида Chamaea fasciata. Поэтому Paradoxornis был разделён на несколько более мелких родов, включая Cholornis. Задающий тон Международный орнитологический конгресс (МОК) и Джеймс Клементс с соавторами в очередном издании монографии "Birds of the World, A Check List" последовали данным рекомендациям, здесь  ВП также придерживается этой линии. Однако некоторые, в том числе такие авторитетные источники как BirdLife International, вместо этого решили включить Cholornis в более широкий Paradoxornis расширенного состава.
Исследования ДНК показывают, что суторы образуют единую группу вместе с американскими тимелиями, более ранними цистиколовыми из рода пекинских камышёвок (Rhopophilus) и несколькими родами, которые ранее также считались тимелиевыми (Fulvetta, Lioparus, Chrysomma, Moupinia и Myzornis). Эта группа, в свою очередь, наиболее тесно связана с славковыми в составе Sylviidae и ранее входила в это семейство, чего многие систематики птиц придерживаются до сих пор. Однако, согласно последним исследованиям, эти две группы разошлись примерно 19 миллионов лет назад, поэтому Международный союз орнитологов теперь выделяет их в собственное семейство Paradoxornithidae.